# 현대 블루온

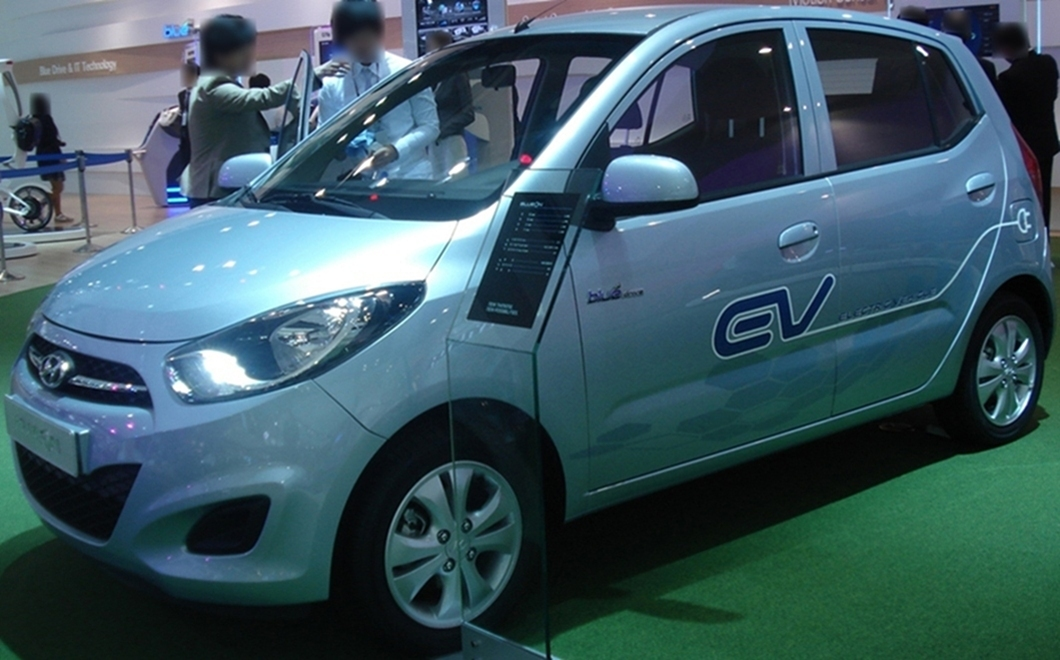
현대 블루온 정측면

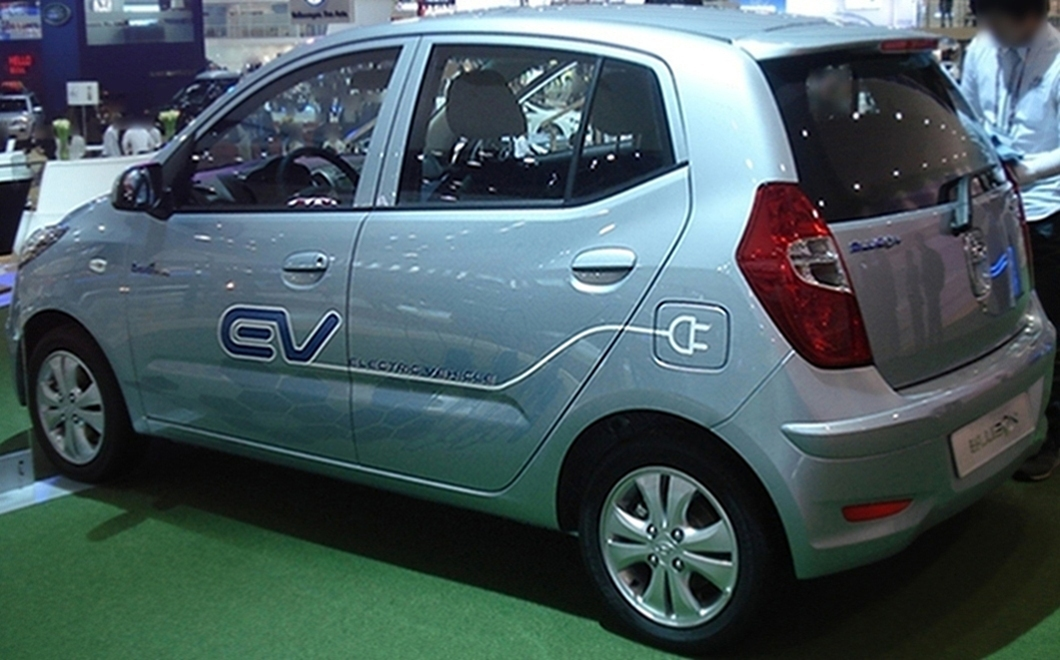
현대 블루온 후측면

현대 블루온(Hyundai BlueOn)은 현대자동차가 대한민국 최초로 만든 고속 전기자동차 모델이다. 차명인 블루온은 현대자동차의 친환경 브랜드인 '블루(Blue)'에 '본격적인 시작(Start On)'과 '전기 스위치를 켜다(Switch On)'는 뜻을 가진 '온(On)'을 조합한 합성어이며, 2010년 9월에 청와대에서 최초로 공개되었다.
대한민국에 판매되지 않는 유럽 전략 차종인 1세대 i10을 기반으로 제작했다. 사실상 1세대 i10의 EV 버전이며, i10 역시 현지에서 EV 버전이 있었다. 국토해양부와 환경부, 지식경제부 등 1단계 정부 기관에 17대를 보급했고, 2011년 3월에는 경기도청에 업무용으로 2대를 보급했다.
블루온은 스텔라 왜건처럼 전량 공공기관 납품용으로만 제작하고, 민수용으로는 판매하지 않았다. 대신 블루온의 전기 파워트레인을 약간 변형한 후 기아 레이에 이식하여 레이 EV가 개발됐다. 현대자동차그룹은 블루온 대신 레이 EV를 민수용으로 출시하여 2017년까지 레이 EV의 초기형을 판매했고, 2023년 9월에 DC콤보-1으로 충전구를 교체한 개선형 레이 EV를 재출시했다.
충전 플러그는 차데모 방식을 이용했다. 완속 충전구는 전면부 현대자동차 마크 쪽에 있고, 급속 충전구는 연료주입구 자리에 있다. 이러한 충전구 배치는 레이 EV 초기형도 공용했다. 다만 초창기형 고속 EV이기 때문에 항속거리가 다소 짧으며, 레이 EV 초기형처럼 사후 부품 수급 문제가 제기되고 있다. DC콤보-1으로 대한민국 급속충전 표준이 정해진 후에는 차데모를 지원하는 충전기도 급감해서, 급속충전 여건도 좋지 못한 편이다.

## 제원
| 구분                    | 블루온                |                       |
| ----------------------- | --------------------- | --------------------- |
| 전장 (mm)               | 3,585                 |                       |
| 전폭 (mm)               | 1,595                 |                       |
| 전고 (mm)               | 1,540                 |                       |
| 축거 (mm)               | 2,380                 |                       |
| 윤거 (전, mm)           | 1,540                 |                       |
| 윤거 (후, mm)           | 1,540                 |                       |
| 승차 정원               | 5명                   |                       |
| 서스펜션 (전/후)        | 맥퍼슨 스트럿/토션 빔 | 맥퍼슨 스트럿/토션 빔 |
| 구동 형식               | 전륜구동              | 전륜구동              |
| 엔진 형식               | 234379                |                       |
| 연료                    | 전기                  |                       |
| 모터 최고 출력 (kw/rpm) | 61                    |                       |
| 모터 최대 토크 (nm/rpm) | 210                   |                       |

## 같이 보기
- 현대 i10
- 현대 싼타페